# QuickPascal
Microsoft QuickPascal ist ein Compiler und eine zeichenorientierte Entwicklungsumgebung für die Programmiersprache Pascal unter MS-DOS. Der Support wurde seitens Microsoft am 1. Juli 1999 eingestellt.

## Entwicklungsumgebung
Die Gestaltung der IDE ähnelt der von Turbo Pascal, QuickBASIC und QuickC. Es können mehrere Dateien gleichzeitig geöffnet sein (Multiple Document Interface; MDI). Der Editor unterstützt Syntaxhervorhebung.
QuickPascal besitzt einen eingebauten Debugger. Im Gegensatz zu diversen anderen Entwicklungsumgebungen von Microsoft wird der Stand-Alone-Debugger CodeView nicht unterstützt.
Zur Erzeugung von ausführbaren Binärdateien nutzt QuickPascal einen Single-Pass-Compiler und einen eingebauten Linker. Der Compiler ist in der Lage bis zu 1 MiB EMS zu nutzen. Zudem ist es möglich, Programme für 286er zu erstellen, die unter PC/AT besonders schnell ausgeführt werden können.
Im Lieferumfang ist eine interaktive Tutorial-Software namens QuickPascal Express (LEARN.EXE) enthalten.

## Programmiersprache
QuickPascal 1.0 ist grundsätzlich kompatibel mit dem Konkurrenzprodukt Turbo Pascal 5.5 der Firma Borland. Allerdings wird die Overlay-Technik nicht von QuickPascal unterstützt. Auch im Hinblick auf die Möglichkeiten der objektorientierten Programmierung (OOP) war Turbo Pascal bzw. Object Pascal der Konkurrenz von Microsoft überlegen.

### Grafikmodus
Die Grafik-Unit MSGraph von QuickPascal unterstützt die Grafikmodi CGA, EGA, VGA und MDA für IBM-PC-kompatible Computer. Ebenso werden die Grafikkarten von Olivetti PCs und Hercules-Grafikkarten unterstützt.
Die Grafikbibliothek umfasst allerdings nur rudimentäre Funktionen zum Zeichnen von einfachen Grafikprimitiven, während die Grafikbibliothek von Borland (BGI) und die Grafikbibliothek von Microsoft C bzw. QuickC auch Funktionen zum Zeichnen von Diagrammen bereitstellen. Allerdings ist QuickPascal in diesem Kontext kompatibel mit BGI und QuickC 2.0.
Die Grafiktreiber besitzen die Dateinamenserweiterung *.vid und Raster- bzw. Vektorschriftarten die Erweiterung *.fon.
Im Lieferumfang sind die Rasterschriftarten Courier, Helv und Tms Rmn sowie die Vektorschriftarten Modern, Script und Roman enthalten.

### Beispiel
Das folgende Hallo-Welt-Programm gibt den Text „Hallo Welt!“ im Standard-Ausgabe-Datenstrom (STDOUT) aus.
```
PROGRAM
 
HalloWelt
;

BEGIN

  
WriteLn
(
'Hallo Welt!'
)
;

  
ReadLn
 
{ Wartet auf Eingabe des Benutzers. }

END
.

```

## Plagiatsvorwurf
Nach einer Untersuchung der Laufzeitbibliothek (RTL, Run Time Library)von QuickPascal durch Borland, dem Entwickler von Turbo Pascal, schickte Borland Microsoft ein Schreiben mit dem Hinweis, dass die RTL in großen Teilen vermutlich ein Plagiat derjenigen von Turbo Pascal ist, weshalb Microsoft das Produkt vom Markt nahm, um einen Gerichtsprozess zu vermeiden.